# Орвието (вино)
Орвието, или Орвьето (итал. Orvieto) — белое вино категории DOC, которое производится в итальянских провинциях Умбрия и Лацио, в основном в районе города Орвието, из сортов винограда Грекетто и Треббиано. Гораздо реже встречается красное орвьетское вино (Rosso Orvietano, также категории DOC). Вино, как правило, сухое, хотя изредка можно встретить полусладкое (Orvieto Abboccato) и даже сладкое.
В Средние века под орвьетским понималось сладкое вино золотистого оттенка, напоминающее Vin Santo. В начале XXI века на рынок поступает в год около 20 миллионов бутылок орвьетского вина (в основном сухого). По данным 2012 года 3000 гектаров зарегистрированных виноградников дают почти 150 000 гектолитров вина в год.
Основой орвьетских вин, как правило, служит белый виноград Грекетто (Grechetto), имеющий греческое происхождение и распространённый в основном в Умбрии. В 2003 году был установлен следующий состав вин данного аппелласьона: минимум 40% грекетто, от 20 до 40% треббиано (проканико) и не более 40% винограда иных сортов.
К числу наиболее известных и востребованных брендов орвьетского вина относится сухое вино Orvieto Classico Campogrande, которое производится умбрийским хозяйством Castella della Salla, принадлежащим знатной флорентийской семье Антинори. Первый урожай вина был выпущен в 1932 году как Orvieto Classico, а в 1988 году к названию было добавлено слово Campogrande. Производится из сортов винограда Проканико (Треббиано) — 60 %, Грекетто — 20 %, Верделло — 15 %, Друпеджио — 2,5 %, Мальвазия — 2,5 %. Крепость варьируется от 11,5 % до 12 %.